# Susan Edgerley
Pour les articles homonymes, voir Edgerley.
Susan Edgerley, née en 1960 à Toronto est une artiste canadienne. Son travail comprend des sculptures et des installations en verre et en matériaux mixtes.

## Biographie
Elle réalise ses études au Collège John Abbott au Québec puis à la Sheridan School of Design à Mississauga, en Ontario. Depuis, elle a participé à de nombreuses expositions solo et de groupe.4
« Un dialogue visuel texturé, intime et nuancé sur les thèmes de l’identité, la communauté, l’existence et la condition humaine. » 
« Le verre est la métaphore fragile qui [lui] permet de méditer, lutter et incarner les réflexions qui existent à l’intérieur d’elle-même. »

## Prix et distinctions
2019:  Prix du Gouverneur général en arts visuels et en arts médiatiques

## Musées et collections publiques
- Musée des beaux-arts de Montréal
- Musée des maîtres et artisans du Québec
- Musée national des beaux-arts du Québec[3]